# Dmitrij Trietjakow
Dmitrij Konstantinowicz Trietjakow (ros. Дмитрий Константинович Третьяков, ur. 24 października?/5 listopada 1878 we wsi Szumorowo w jarosławskiej guberni, zm. 26 września 1950 w Kijowie) – ukraiński zoolog, anatom, pracował w Odessie. Zajmował się przede wszystkim anatomią ryb. 

## Wybrane prace
- Die Bildung der Richtungskörperchen in den Eiern von Ascaris megalocephala (1904)
- Die Spermatogenese bei Ascaris megalocephala (1904)
- Das Knochengewebe der Fische (1927)
- Das Nervensystem von Ammocoetes (1909)
- Die funktionelle Struktur der Chordascheiden und der Wirbel bei Zyklostomen und Fischen (1926)
- Das Nervensystem von Ammocoetes (1908)
- Das Zytozentrum und der Liparosma-(Golgi-)Stoff (1928)
- Das Schmelzorgan bei den Beissbrassen (1932)
- Das epidurale Fettgewebe (1926)
- Die enchondrale Knochenbildung und die Verkalkung des Knorpels beim Frosch (1929)
- Die funktionelle Struktur der Chordascheiden und der Wirbel bei Zyklostomen und Fischen[1] (1926)
- La corde dorsale de la Lamproie. Arch. russes d'anat 2, fasc. 2 (1921)
- Die Renautschen Körperchen[2]. (1926)
- Das Knochengewebe bei den Pleuronectiden und den Plectognathen. Anatomische Anzeiger 59 (1924/25)
- Fine structure of the remaining brain in dog after the removal of both hemispheres by Dr Zeliony. Russ. arch. anat. 4, ss. 19-44 (1925)
- Die Vitalfärbung zur organoidspezifischen Differenzierung. Anatomische Anzeiger 64 (1927).
- Einige Beobachtungen an den Fettzellen des Knochenmarks Bei den Knochenfischen[3] (1930)
- Die zentralen Sinnesorgane bei Petromyzon[4] (1913)
- Die intrauterine Umbildung der Spermien bei Ascaris (1914)